# Черненко, Константин Устинович
Константи́н Усти́нович Черне́нко (11 [24] сентября 1911, село Большая Тесь, Минусинский уезд, Енисейская губерния, Российская империя — 10 марта 1985, Москва, РСФСР, СССР) — советский политический, государственный и партийный деятель. Генеральный секретарь ЦК КПСС с 13 февраля 1984 года по 10 марта 1985 года, председатель Президиума Верховного Совета СССР с 11 апреля 1984 года (депутат — с 1966 года) по 10 марта 1985 года. Член ВКП(б) с 1931 года, ЦК КПСС — с 1971 года (кандидат — с 1966 года), член Политбюро ЦК КПСС с 1978 года (кандидат — с 1977 года). Трижды Герой Социалистического Труда (1976, 1981, 1984).

## Происхождение. Родители и семья
Отец, Устин Демидович (1874 — после 1944), родился в сибирской деревне Большая Тесь Минусинского уезда Енисейской губернии в крестьянской семье. Работал на промыслах: сначала на медных рудниках, затем на золотых приисках. В 1929 году вступил в колхоз «Коминтерн». Посевными работами занималась его жена, Харитина Фёдоровна (в девичестве — Терскова; 2-я половина XIX века — 1918). После её смерти от тифа Устин женился второй раз. От первого брака было две дочери и два сына.
Старшая сестра Константина Черненко, Валентина Устиновна (1910—1989) в 1920-е годы вступила в комсомол, и далее училась в высшей школе пропагандистов при ЦК ВКП(б). После этого вступила в партию и долгое время проработала в Красноярском городском комитете КПСС заведующей отделом.
Брат Николай служил в милиции в Томской области; на войне не был. В начале 1980-х годов работал заместителем министра внутренних дел СССР (курировал учебные заведения)[уточнить].
Брат Александр член КПСС с 1939 года, участник Советско-финской, Великой Отечественной и Советско-японской войн.
Младшего и сводного брата звали Сидор (1924 — 26 сентября 1962), он также был фронтовиком.
Первую жену Константина Устиновича Черненко звали Фаина Васильевна. От этого брака родился сын Альберт (1935—2009), впоследствии — доктор философских и юридических наук, некоторое время возглавлял ВПШ в Новосибирске, и дочь Лидия (1939—2018).
Вторая жена — с 1944 года — Анна Дмитриевна (урождённая Люби́мова, 1913—2010). От брака с ней появились дети Владимир (1951—2006), Вера (р. 1947) и Елена (р. 1945). Сын Владимир был помощником председателя Госкино СССР, затем научным сотрудником Госфильмофонда. Елена и Вера родились в Пензе, Елена окончила педагогический институт, в 1974 году защитила кандидатскую диссертацию по философии.
То обстоятельство, что Черненко был разведён, по некоторым данным, послужило причиной замедления его карьерного роста в 1940-е годы. Но указанная ссылка на документ в РГАСПИ отсутствует.

## Начало общественно-политической работы

Константин Черненко в молодости

Окончил трёхгодичную школу сельской молодёжи, Высшую школу партийных организаторов при ЦК ВКП(б) в 1945 году. В 1947 году являлся студентом-заочником исторического факультета Пензенского педагогического института, но не окончил его в связи с переводом на работу в Москву. В 1953 году окончил Кишинёвский педагогический институт, получив специальность учителя истории.
В 1929—1931 годах был заведующим отделом агитации и пропаганды Новосёловского райкома ВЛКСМ. В 1931—1933 годах служил в Казахской АССР (49-й погранотряд, пограничная застава Хоргос, Талды-Курганская область, где участвовал в ликвидации отряда басмачей Бекмуратова). В период службы вступил в ВКП(б) и был избран секретарём парторганизации погранотряда. Накануне Великой Отечественной войны Черненко имел звание старшего политрука РККА. Подавал заявление в Красноярский крайком ВКП(б) о направлении на фронт в действующую армию, но получил отказ.
В 1933—1941 годах заведовал отделом пропаганды и агитации Новосёловского и Уярского райкомов партии Красноярского края, был директором Красноярского краевого дома партийного просвещения. В 1941—1943 годах являлся секретарём Красноярского крайкома ВКП(б). В 1943—1945 годах учился в Высшей школе партийных организаторов при ЦК ВКП(б). В 1945—1948 годах был секретарём Пензенского обкома партии. В марте 1948 года секретариат ЦК принял решение о переводе Черненко в центральный аппарат в Москву, однако в тот же месяц оно было отменено в связи с поступившими в ЦК ВКП(б) компрометирующими материалами. С 1948 года был замзавотделом, затем заведовал отделом пропаганды и агитации ЦК Компартии Молдавии. Именно здесь в начале 1950-х годов Черненко познакомился с Брежневым, в то время — первым секретарём ЦК Компартии Молдавии. Деловое общение переросло в дружбу, которая длилась до конца жизни. С 1950 года карьера Черненко неразрывно связана с карьерой Брежнева.

## В ЦК КПСС и Политбюро

Партийный билет № 00000033, 1973 год

С 1956 года по май 1960 года Черненко был заведующим сектором массовой агитации в отделе пропаганды и агитации ЦК КПСС. В 1960—1965 годах — начальником Секретариата Президиума Верховного Совета СССР (председателем Президиума в 1960—1964 годах был Леонид Брежнев). В 1965—1982 годах Константин Устинович заведовал Общим отделом ЦК КПСС. С марта 1976 года был секретарём ЦК КПСС. С октября 1977 года — кандидатом в члены Политбюро, а с ноября 1978 года — членом Политбюро ЦК КПСС.

Константин Устинович был «орговиком» высочайшего класса. Все региональные руководители стремились попасть на приём именно к нему. Потому что знали: если обратился к Черненко, вопрос будет решён, а необходимая документация оперативно пройдёт все инстанции. — Фёдор Моргун
В 1956—1960 годах был членом редакционной коллегии журнала «Агитатор».
Он ведал почтой, адресованной генсеку; прописывал предварительные ответы. К заседаниям Политбюро готовил вопросы и подбирал материалы. Черненко был в курсе всего происходящего в высшем партийном эшелоне. Он вовремя мог подсказать Брежневу о чьём-то приближающемся юбилее или об очередном награждении. Нередко решения исходили от Константина Устиновича, но оглашались от имени генсека.
Со временем Черненко стал для Брежнева незаменим. И на вторых ролях чувствовал себя очень комфортно. Приглашение на охоту в Завидово было знаком особого доверия генсека. Но Черненко охоту не любил и каждый раз там простужался.
Брежнев особенно ценил Черненко. Он щедро награждал Константина Устиновича, продвигал по партийной лестнице, полностью ему доверял. Дважды Черненко сопровождал Брежнева в заграничных поездках: в 1975 году — в Хельсинки, где происходило международное Совещание по безопасности и сотрудничеству в Европе, и в 1979 году — на переговоры в Вену по вопросам разоружения.
С конца 1970-х годов Черненко стал считаться одним из возможных преемников Брежнева, связанным с консервативными силами в его окружении. К моменту кончины Брежнева в 1982 году он считался (и западными политологами, и высокопоставленными партийцами) одним из двух, наряду с Андроповым, претендентов на полноту власти; верх одержал Андропов. Политбюро ЦК КПСС после кончины Брежнева рекомендовало Черненко предложить Пленуму ЦК КПСС кандидатуру Андропова на пост Генерального секретаря. Он это сделал 12 ноября 1982 года в конце своего выступления на Пленуме (большая часть которого была посвящена характеристике Брежнева), подчёркивая, вместе с тем, необходимость коллективного руководства; после этого Андропов был единогласно избран генсеком.

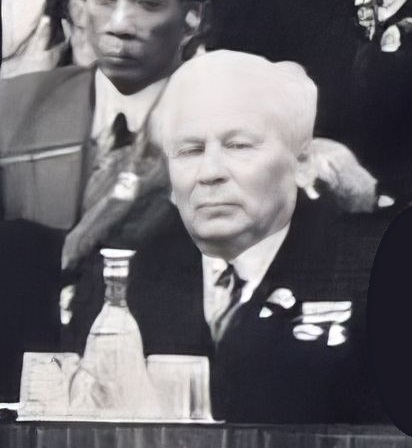
Константин Черненко в 1982 году

В феврале 1982 года Политбюро одобрило присуждение Ленинских и государственных премий за «Историю внешней политики СССР, 1917—1980 гг.» в двух томах, а также за многотомник по международным конференциям периода Второй мировой войны. В числе лауреатов, удостоенных Ленинской премии, был Черненко.
В июне 1983 года Черненко выступил с программным докладом «Актуальные вопросы идеологической и массово-политической работы партии». В нём, в частности, Константин Устинович подверг критике самодеятельные эстрадные группы с репертуаром «сомнительного свойства», которые «наносят идейный и эстетический ущерб». Этот доклад стал началом крупномасштабной борьбы с независимыми музыкальными исполнителями в 1983—1984 годах, главным образом с исполнителями советского рока. Выступление на «квартирниках» и подобных самодеятельных концертах, при наличии приговора суда, в случае отсутствия трудовой занятости, могло привести к мерам предусмотренным уголовным кодексом СССР с соучастниками, пособниками, в том числе пассивными.
Скорая болезнь и кончина Юрия Владимировича Андропова 9 февраля 1984 года и затруднения относительно исхода дальнейшей внутрипартийной борьбы сделали Константина Устиновича Черненко новым Генеральным Секретарём ЦК КПСС.
Как вспоминал Николай Рыжков: «Наверху оставалась брежневская команда. Люди достаточно зрелого возраста, не один год во власти, немножко напуганные Андроповым — он убрал, например, Щелокова… Поэтому они поставили во главе партии больного Черненко».

## На вершине власти (1984—1985)
13 февраля 1984 года на пленуме ЦК КПСС Константин Устинович Черненко единогласно был избран Генеральным секретарём ЦК КПСС. За избрание Константина Устиновича проголосовал и Михаил Горбачёв. В августе 1983 года на отдыхе Черненко тяжело отравился копчёной рыбой, которую прислал ему руководитель КГБ СССР Виталий Федорчук, и поэтому значительную часть своего правления провёл в Центральной клинической больнице, где иногда даже проводились заседания Политбюро ЦК КПСС. Однако в конце правления Леонида Брежнева и в период правления Юрия Андропова именно Черненко председательствовал на большинстве заседаний Секретариата и Политбюро ЦК. В круг ответственности Черненко входило решение различных вопросов: от присвоения городам статусов до вложения бюджетных средств в отрасли промышленности.
Многие историки и публицисты полагают, что возглавивший после смерти Андропова партию и страну Черненко свернул начатый его предшественником курс преобразований, однако многие полезные начинания были не только продолжены, но и ощутимо расширены. Одним из таких примеров как раз служит уголовное дело против экс-министра МВД СССР Николая Щёлокова. Им же в несколько модернизованном звучании начинает употребляться слово, которое через несколько лет станет символом целой исторической эпохи: «В серьёзной перестройке нуждаются система управления страной, весь наш хозяйственный механизм. Она включает в себя широкомасштабный экономический эксперимент по расширению прав и повышению ответственности предприятий». В речи на октябрьском (1984 года) Пленуме ЦК КПСС Черненко, говоря о начавшейся подготовке к XXVII съезду КПСС, указал, что партией определены главные пути достижения новых рубежей социально-экономического развития. Это ускоренное развитие общественного производства, максимальное использование интенсивных факторов роста. Основу для этого представляет научно-технический прогресс, позволяющий добиться ускорения темпов развития производительных сил страны.
К этому времени в экономической и социальной сферах жизни страны наметились определённые кризисные явления. Заключались они, в первую очередь, в противоречиях планового характера экономики. Правительство Алексея Косыгина, при всех плодотворных итогах реформы 1965 года, перестало отвечать вызовам на положение в экономике. Ещё одним большим минусом советской экономики были низкие темпы внедрения плодов научно-технической революции (НТР) — медленная степень модернизации производства. Об этом, в частности, и заявил Константин Устинович в своём обращении: «Нам абсолютно необходимо обеспечить быстрое и непрерывное обновление всех отраслей народного хозяйства на основе современных достижений науки и техники. Это — одна из наших коренных задач. Без этого прогресс общества просто немыслим». Именно при Черненко был поставлен вопрос о внедрении в производство достижений НТР. Это и вспоминает Егор Лигачёв: «Так или иначе, а при Брежневе Пленум ЦК, посвящённый вопросам научно-технической революции, так и не собрался. Только в 1984 году, уже в период Черненко, Политбюро назначило такой Пленум».
Существует версия, что Андропов начал борьбу с коррупцией, а Черненко как верный брежневец её тормозил. Но это не совсем так. Известное «узбекское дело», начатое при Андропове, получило развитие при Черненко. Все действия по наведению порядка, которые начал Андропов, только в менее вызывающей, более мягкой и спокойной форме, продолжались при Черненко — по баням и кинотеатрам никого не ловили. Прекратилось следствие по «бриллиантовому делу», и с Галины Брежневой был снят домашний арест, поскольку у Черненко и Брежнева были давние отношения с момента работы в Молдавской ССР. Однако некоторые громкие дела продолжались. Так, уже при Черненко был расстрелян бывший глава Елисеевского магазина Юрий Соколов, дело против которого было начато при Андропове, после возобновления расследования покончил с собой бывший министр внутренних дел Николай Щёлоков.
За время правления Черненко было предпринято несколько так и не удавшихся проектов: полная политическая реабилитация Сталина, поворот северных рек, реформа школы. При нём был официально введён как праздник День знаний (1 сентября 1984 года).
Была усилена роль профсоюзов. С июня 1984 года ВЦСПС и местным профсоюзам разрешалось оспаривать в партийно-государственных инстанциях решения руководителей предприятий, партийных и хозяйственных структур, нарушавших трудовое законодательство, тормозивших развитие экономической инициативы, производительность труда, социальное обеспечение трудящихся. По имеющимся данным, с июля 1984 по март 1985 года было успешно оспорено свыше 800 таких решений.
В 1984 году по поручению Черненко проводилась работа по подготовке комплексной программы экономических реформ.
13 февраля 1984 года Пленум ЦК КПСС не только решил вопрос об избрании нового генсека, но и подтвердил необходимость продолжить начатую в соответствии с решениями Декабрьского пленума 1983 года работу «по комплексному совершенствованию управления». Политбюро постановило образовать постоянно действующую Комиссию Политбюро ЦК КПСС по совершенствованию управления в составе: тт. Тихонова — председатель, Горбачёва, Алиева, Романова, Долгих, Капитонова, Рыжкова.
«Её формальным руководителем, — отмечает Егор Гайдар, — был ветхий председатель Совета Министров Тихонов, но реальным мотором — динамичный, имевший в то время репутацию одного из наиболее энергичных лидеров хозяйственной номенклатуры, Николай Рыжков».
"После многих и бурных встреч, совещаний, горячих дискуссий, — пишет Рыжков, — Экономический отдел подготовил предложения по совершенствованию управления народным хозяйством страны. По сути, они являли собой достаточно серьёзно разработанную концепцию, которая предвосхитила — по-своему, конечно, с учётом времени и политической ситуации в стране — все грядущие экономические программы, на которых в 90-е уже годы скрестились копья «правых» и «левых», «консерваторов» и «новаторов».
«Пожалуй, наиболее серьёзным документом, вышедшим из научной секции Комиссии, — вспоминает Егор Гайдар, — стала „Концепция совершенствования хозяйственного механизма предприятия“, подготовленная по заданию Рыжкова. В довольно большом, 120-страничном документе, обозначались основные направления возможной экономической реформы в масштабах Союза».
По воспоминаниями Гайдара:
«Речь в названном документе шла о достаточно осторожной экономической реформе, важнейшей предпосылкой которой было ужесточение финансовой и денежной политики. Предполагалось отказаться от директивных плановых заданий, ввести стимулы, связанные с прибылью, сохранить строгое нормативное регулирование заработной платы, постепенно либерализовать цены по мере стабилизации положения на отдельных рынках, осуществить осторожные меры по либерализации внешнеэкономической деятельности, создать рядом с государственным частно-предпринимательский и кооперативный секторы экономики. За основу многих предлагаемых решений были взяты наработки венгерской реформы 68-го года и её последующих модификаций».
Авторитетом нового Генерального секретаря Черненко был также освящён широкомасштабный экономический эксперимент по расширению прав предприятий, начатый при Андропове: с 1 января 1985 года на новые условия хозяйствования переводились предприятия 21 министерства.
Работа шла и по другим направлениям. В частности, это касается проведения пленума ЦК КПСС по научно-техническому прогрессу. «В июле 1984 года, — пишет Николай Рыжков, — в Политбюро была представлена записка за подписью Черненко о необходимости ускорения НТП и совершенствовании управлением им во всех звеньях экономики». С августа 1984 года под руководством Рыжкова готовилось специальное совещание ЦК КПСС по научно-техническому прогрессу, состоявшееся в июне 1985 года. В сентябре 1984 года был подготовлен обстоятельный доклад с грифом для «служебного пользования» «Об ускорении научно-технического прогресса в СССР», где отмечался целый ряд кризисных моментов в управлении наукоёмкими производствами и явное отставание СССР в технологическом соревновании с Западом. Предлагались меры по реформированию этой области, чем и должен был заняться Рыжков. Рыжков явствует, что упомянутая записка Черненко была рассмотрена Политбюро только в октябре 1984 года и только тогда было решено посвятить этому вопросу пленум 23 апреля 1985 года. В начале октября Михаил Сергеевич Горбачёв пригласил к себе по этому вопросу В. А. Медведева. В ноябре была создана рабочая группа во главе с Николаем Рыжковым. Характеризуя эту работу, Медведев пишет: «Постепенно вырисовывался глубокий и интересный замысел с выходом на общеэкономические проблемы, структурную и инвестиционную политику и, что особенно важно, на перестройку хозяйственного механизма». Работа к пленуму, который был намечен на апрель 1985 года, велась ударными темпами. Так, по свидетельству В. Медведева, появилась на свет новая «комплексная программа научно-технического прогресса на 20 лет».
На время самыми важными стали разговоры о новой Программе КПСС и дискуссия о «стадии развития общества», которую предлагалось теперь именовать не развитым, а развивающимся социализмом. Черненко полагал, что таким образом начиналась работа, придающая «мощное ускорение развитию народного хозяйства».
Большим достижением во внешней политике Черненко стало потепление отношений с Китайской Народной Республикой. 28 декабря 1984 года было заключено соглашение между СССР и КНР об экономическом и техническом сотрудничестве. С одной стороны, у КНР было чему поучиться в реформах Дэн Сяопина. С другой — этим документом, помимо экономической сферы, были и обозначены политические основы сотрудничества, «основывающегося на принципах равноправия, взаимной выгоды, невмешательства во внутренние дела друг друга и взаимного уважения суверенитета».
Однако отношения СССР и США оставались крайне напряжёнными. В 1984 году СССР, в ответ на бойкот летних Олимпийских игр 1980 года в Москве США и их союзниками, бойкотировал Олимпийские игры в Лос-Анджелесе. Черненко санкционировал возобновление переговоров между СССР и США по ядерным и космическим вооружениям. 8 января 1985 года было достигнуто соглашение о возобновлении переговоров между министром иностранных дел Андреем Громыко и государственным секретарём Джорджем Шульцем. В период непродолжительного пребывания Черненко во главе государства не состоялось ни одной встречи на высшем уровне между руководителями СССР и США и не было подписано ни одного межгосударственного советско-американского соглашения.
Константин Устинович Черненко инициировал укрепление кооперации в рамках Совета Экономической Взаимопомощи, но на принципиально иной основе: взамен всё большего превращения СССР в поставщика разнообразного сырья в «братские» страны, предлагалось отлаживать с ними такую производственно-технологическую кооперацию, когда советская сторона на равных участвовала бы в средних и высоких технологических переделах.
Упомянутой инициативе Черненко было посвящено межгосударственное совещание стран — членов СЭВ в Москве в июне 1984 года. Его главные решения: обеспечение дееспособной координации интеграционных планов с учётом национально-экономической специфики; равноправная технологическая и сбытовая кооперация во взаимосвязке «сырьё — полуфабрикаты — готовые продукты/услуги»; составление и реализация перспективных межотраслевых балансов в рамках СЭВа. Но эти решения были фактически отменены уже к концу 1985 года, когда, после полугодового правления Горбачёва, уже появились первые признаки надвигающегося краха.
Настоящим историческим событием был официальный визит в СССР короля Испании Хуана Карлоса I и королевы Софии, который проходил с 10 по 16 мая 1984 года. Глава Испании впервые посетил СССР. 20-23 июня 1984 года СССР посетил с официальным визитом и президент Франции Франсуа Миттеран. Константин Черненко во время переговоров заявил: «Мы придаём первостепенное значение поддержанию большей стабильности в советско-французских отношениях, ибо, помимо взаимной выгоды, это может принести сегодня немалую пользу упрочению международной безопасности, способствовать возрождению разрядки». Нужно сказать, что при Черненко была проявлена солидарность с бастующими рабочими Англии. После того, как премьер-министр Маргарет Тэтчер закрыла 20 угольных шахт, ВЦСПС направил в Англию материальную помощь и приглашение нуждающимся семьям на отдых в Крым и на Кавказ.
Осенью 1984 года Черненко провёл беседы с лидером СДПГ Хансом-Йохеном Фогелем и лидером Лейбористской партии Великобритании Нилом Кинноком. «Он старался убедить своих собеседников в том, что как советско-западногерманские, так и советско-английские отношения нельзя рассматривать в отрыве от политики ФРГ и Великобритании по вопросам разоружения».
Осложняло работу Черненко сильно подорванное здоровье. Как вспоминает академик Чазов: «С каждым днём его заболевание прогрессировало — нарастали склеротические изменения в лёгких, нарушалась нормальная проходимость бронхов за счёт появления в них бронхоэктазов, нарастала эмфизема. Всё это в конечном счёте приводило к перенапряжению сердца и сердечной слабости».
В конце 1984 года Черненко отправили на лечение в Кисловодский санаторий. Однако на седьмой день Константин Устинович был вынужден срочно покинуть санаторий и отправиться в кремлёвскую ЦКБ с сильным ухудшением состояния здоровья. С началом 1985 года его здоровье резко ухудшилось, и бо́льшую часть времени он проводил в ЦКБ.
По некоторым утверждениям, в начале 1985 года тяжело больной Черненко попытался покинуть свой пост, но не получил согласия. Новых назначений в Политбюро и Секретариат ЦК КПСС при Черненко не произошло.
По предложению Ричарда Косолапова генсек восстановил в КПСС 94-летнего Вячеслава Молотова, который, будучи старше Черненко на 21 год, ещё и пережил его на полтора года, скончавшись в конце 1986 года. Решение о реабилитации и восстановлении в партии Молотову объявил лично генсек. Это породило в народе шутку: «Черненко готовит себе преемника». В больнице (незадолго до смерти) ему было вручено удостоверение об избрании депутатом Верховного Совета РСФСР; эта церемония была продемонстрирована по Центральному телевидению. За два дня до своей смерти Черненко, находясь на лечении в Центральной клинической больнице, поддерживаемый Виктором Гришиным, вдруг появился на телеэкране во время выборов в Верховный Совет РСФСР (где за него отдали 100 % голосов) и с трудом произнёс несколько приветственных фраз.

## Международная деятельность

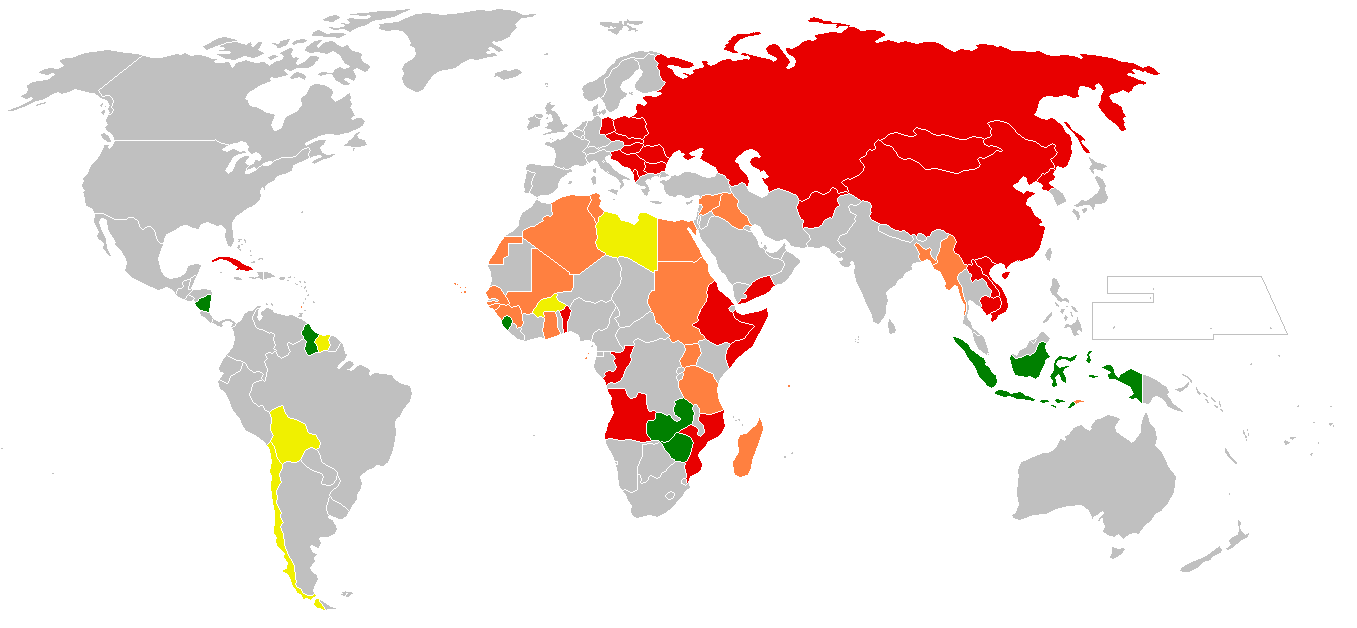
Карта мира социалистических/коммунистических стран во время правления Черненко

Константин Устинович Черненко в разные периоды своей работы совершал заграничные поездки.
1. 1959 год — визит в Германскую Демократическую Республику.
2. 1961 год — визит в Гвинею и Индию.
3. 1962 год — визит в Болгарию и Югославию.
4. 1963 год — визит в Польскую Народную Республику, Афганистан и во Францию.
5. 1968 год — визит в Болгарию.
6. 1974 год — визит в США.
7. 1976 год — визит в Данию и Румынию.
8. 1978 год — визит в Грецию.
9. 1979 год — визит в Болгарию, Венгрию, Австрию и Германскую Демократическую Республику.
10. 1980 год — визит на Кубу.
11. 1982 год — визит во Францию.

## Смерть и наследие
10 марта 1985 года в 19 часов 20 минут Константин Устинович Черненко скончался от остановки сердца, при проявлениях нарастающей печёночной и лёгочно-сердечной недостаточности. После года и двадцати пяти дней правления он стал последним генсеком, похороненным у Кремлёвской стены. Похороны Константина Устиновича состоялись в среду, 13 марта, в 13 часов на Красной площади. 11, 12 и 13 марта 1985 года в СССР были объявлены днями траура. В момент погребения были произведены орудийные залпы в Москве, столицах союзных республик, городах-героях, крепости-герое Бресте и ещё 10 крупнейших городах. На пять минут была приостановлена работа всех предприятий и организаций на всей территории Советского Союза.
Кончиной Черненко завершился пятилетний период, в течение которого значительная часть брежневского Политбюро ушла из жизни («эпоха пышных похорон»). Он оказался самым пожилым из всех советских лидеров, когда-либо избранных на пост Генерального секретаря. Его преемником на этом посту уже на следующий день после его смерти был избран Михаил Горбачёв, представитель следующего поколения Политбюро. Однако Председателем Президиума Верховного Совета, вопреки восьмилетней традиции совмещать эти посты, в июле 1985 года был избран Андрей Громыко, бывший министр иностранных дел, который был даже старше Черненко.

## Мнение зарубежных источников
Константин Черненко много лет был рядом с Л. И. Брежневым и считался его помощником, доверенным лицом и, по мнению некоторых обозревателей, его прямым «наследником». Но после смерти Брежнева он не смог сплотить большинство членов ЦК КПСС в поддержку своей кандидатуры на пост главы партии и проиграл Юрию Андропову, бывшему главе КГБ, который стал генеральным секретарём 12 ноября 1982 года. Однако к августу 1983 года Андропов смертельно заболел, а когда спустя шесть месяцев он скончался, то Черненко сменил его на посту генерального секретаря ЦК КПСС.
Вскоре после вступления в должность у Черненко стали проявляться признаки ухудшения здоровья. Частые отсутствия на официальных мероприятиях из-за болезни не оставляли сомнений в том, что его избрание было временной мерой. Вскоре Черненко скончался и его сменил Михаил Горбачёв.

## Память
Память Черненко, по устоявшейся традиции, была увековечена, но в СССР это был последний пример такого рода.
- Бронзовый бюст в селе Новосёлово Красноярского края;
- Бюст в Москве на Аллее правителей России в Петроверигском переулке (установлен в 2017 году).
- Переименованы города Шарыпово Красноярского края и Шолданешты в Молдавской ССР (отменено в 1988 году);
- Шарыповский район Красноярского края РСФСР и Шолданештский район Молдавской ССР переименованы соответственно в Черненковский район (отменено в 1988 году);
- Переименована Красноярская улица в московском районе Гольяново (в 1988 году переименована в Хабаровскую);
- Почётная формулировка «имени Черненко» включена в название ряда предприятий, совхозов;

Согласно постановлению ЦК КПСС, Президиума Верховного Совета СССР и Совета Министров СССР от 19 апреля 1985, на доме № 19 по ул. Большая Бронная, где жил Черненко, должна была быть установлена мемориальная доска. Отменено 28 декабря 1988 года. Доска была установлена 26 мая 2023 года.
Уже в 1988 году на волне перестроечной борьбы с наследием брежневского застоя, совместным постановлением ЦК КПСС, Президиума Верховного Совета СССР, Совета Министров СССР № 21 от 28 декабря указанным городам вернули историческое название, а улицу переименовали в Хабаровскую (название Красноярская за это время успела получить соседняя новая улица).
Инициатива переименовать в Черненко и Черненковскую область город Пензу и Пензенскую область, где Константин Устинович недолгое время был секретарём обкома по идеологии, не была осуществлена. Тем не менее, в Астрахани и Воронеже до сих пор существуют улицы Черненко.
Ещё при жизни Черненко, в 1982 году, ему, как дважды Герою Социалистического Труда был установлен бюст в Красноярске. Хотя согласно статуту, бюст должен был быть установлен на родине героя, село Большая Тесь, в котором родился Черненко, на тот момент было затоплено. Позже было решено передать этот бюст в город Шарыпово, который был переименован в Черненко, однако, вскоре началось осуждение деятелей периода застоя, город был переименован обратно, и решение так и не было реализовано. В 1990 году, Указом Президента СССР, бюст планировалось перенести в посёлок Анаш. Бюст был демонтирован, однако, в новом месте установлен не был. Лишь в начале 1990-х годов он был восстановлен на центральной площади села Новосёлово, где и стоит по сей день.
При Горбачёве его непосредственный предшественник, наряду с Брежневым, официально осуждался как деятель периода застоя (в отличие от лично связанного с Горбачёвым Андропова, в деятельности которого до 1991 года официальная пропаганда находила положительные стороны).

## Награды
Константин Устинович Черненко был одним из 16 трижды Героев Социалистического Труда (1976, 1981 и 1984; кроме него, из членов Политбюро таковыми были только Никита Хрущёв и Динмухамед Кунаев). При этом последняя золотая медаль «Серп и Молот» была присвоена «За службу и в связи с 73-летием». Награждён золотой медалью имени Карла Маркса от АН СССР.
- Четыре ордена Ленина (23.09.1971, 02.03.1976, 23.09.1981, 22.09.1984)
- Три ордена Трудового Красного Знамени (11.10.1949, 15.02.1957, 02.08.1965)
- Медаль «60 лет Вооружённых сил СССР» (1978)[39]
- Лауреат Ленинской премии (1982)
- Герой Народной Республики Болгария (1984)
- Орден Карла Маркса (ГДР)
- Орден «Георгий Димитров» (НРБ)
- Орден Клемента Готвальда (2 июня 1982, ЧССР, вручил президент Густав Гусак)[40]
- Орден Государственного флага (1984, КНДР)
- Медаль «За доблестный труд в Великой Отечественной войне 1941—1945 гг.» (1945)
- Медаль «За доблестный труд. В ознаменовании 100-летия со дня рождения Владимира Ильича Ленина» (1970)
- Медаль «Тридцать лет Победы в Великой Отечественной войне 1941—1945 гг.» (май 1975)
- Медаль «За укрепление боевого содружества» (2.11.1980)

## Публикации К. У. Черненко

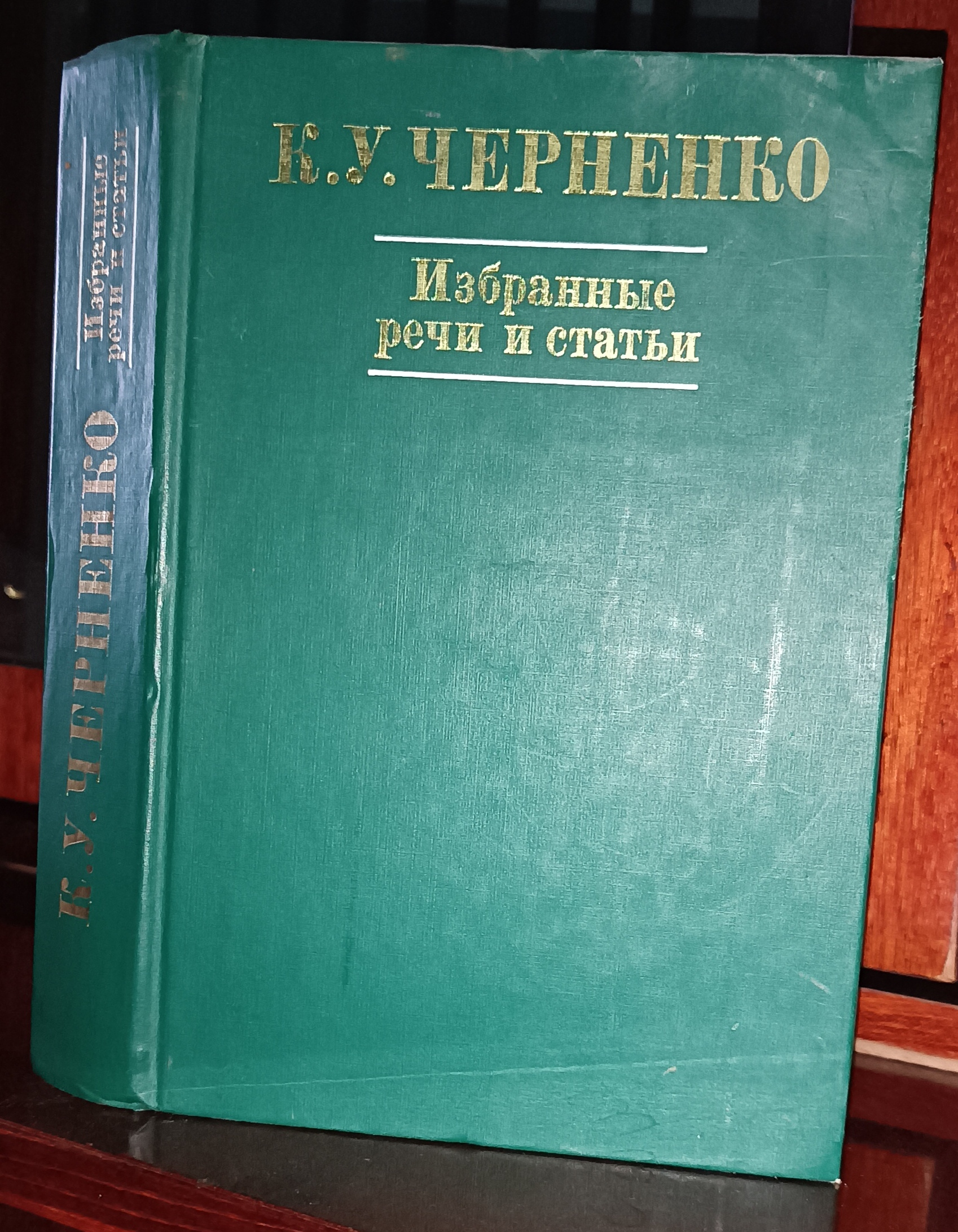
Избранные речи и статьи (1984, Москва, Политиздат, 2-е издание, дополненное).

- Массово-политическая работа на селе: (Из опыта работы сельских партийных организаций Молдавии). — Кишинёв: Госиздат Молдавии, 1955. — 92 с.
- Ближе к жизни. — Кишинёв: Госиздат Молдавии, 1956. — 125 с.
- К новому подъёму массово-политической работы. — Москва: Госполитиздат, 1959. — 80 с.
- Решения партии и правительства по хозяйственным вопросам: сборник документов за 50 лет / сост. К. У. Черненко и М. С. Смиртюкова. — Москва: Политиздат, 1967.
- КПСС о Вооруженных Силах Советского Союза: Документы 1917—1968. / Сост. Черненко К. У., Савинкин Н. И. — Москва: Воениздат, 1969. — 471 с.
- Забота партии и правительства о благе народа: Сборник документов. / Сост. К. У. Черненко и М. С. Смиртюков. — Москва: Политиздат, 1974. — 846 с.
- Год после Хельсинки. — Москва: Издательство Агентства печати «Новости», 1976. — 36 с.
- Некоторые вопросы творческого развития стиля партийной и государственной работы. — Москва: Политиздат, 1977. — 96 с.
  - Некоторые вопросы творческого развития стиля партийной и государственной работы. — 2-е изд., доп. — Москва: Политиздат, 1978. — 255 с.
- В. И. Ленин, КПСС о партийной и государственной дисциплине / Сборник под общ. ред. К. У. Черненко. — Москва: Политиздат, 1977. — 831 с.
- В. И. Ленин, КПСС о партийном руководстве комсомолом / Сборник под общ. ред. К. У. Черненко. — Москва: Политиздат, 1978. — 670 с.
- Коммунисты в СССР: Идеологическая основа. Структура. Народ и партия. — Москва: Издательство агентства печати «Новости», 1978. — 160 с.
- В. И. Ленин, КПСС о работе с кадрами: Сборник под общ. ред. К. У. Черненко. — Москва: Политиздат, 1979. — 703 с.
- Вопросы работы партийного и государственного аппарата. — М.: Политиздат, 1980. — 398 с.
- Избранные речи и статьи. — М.: Политиздат, 1981. — 679 с.
  - Избранные речи и статьи. — 2-е изд., доп. — Москва: Политиздат, 1984. — 670 с.
- КПСС. Общество. Права человека. — М.: Издательство агентства печати «Новости», 1981. — 207 с.
- КПСС и права человека. — М. : Издательство агентства печати Новости, 1981. — 208 с.
- Развитие рабочего класса в социалистическом обществе. — М. : Наука, 1982. — 527 с.
- Утверждать ленинский стиль в партийной работе. — М.: Политиздат, 1983. — 574 с.
- На уровень требований развитого социализма: Некоторые актуальные проблемы теории, стратегии и тактики КПСС. — М. : Политиздат, 1984. — 31 с.
- По пути совершенствования развитого социализма. — М.: Политиздат, 1985. — 431 с.

## Образ Черненко в культуре
- Поэт Тимур Кибиров написал ироническую поэму «Жизнь К. У. Черненко».
- Является второстепенным персонажем в романах Эдуарда Тополя «Красная площадь» и «Красный газ».[источник не указан 3249 дней]
- Показан в клипе к песне «Two Tribes» британской группы «Frankie Goes to Hollywood», ведущим поединок с президентом США Рональдом Рейганом[41].
- Выступление Константина Черненко на очередном заседании ЦК КПСС запечатлено в фильме Алексея Балабанова «Груз 200».
- В фильме «Прямая трансляция» 1989 года действие происходит в день похорон Черненко, под звуки ведущейся трансляции с Красной площади.
- В клипе группы «the Killing Joke» на песню «Eighties» есть момент записи выступления Черненко наряду с Брежневым, Рейганом и Горбачёвым.

### Киновоплощения
- Сериал «Красная площадь» (2004 год, актёр Юрий Саранцев).
- Сериал «Брежнев» (2005 год, актёр Афанасий Кочетков).
- Документальный сериал «Казнокрады» (2011 год, актёр Юрий Агейкин).
- Сериал «Петля Нестерова» (2015 год, актёр Алексей Михайлов).
- Фильм «Так сложились звёзды» (2016 год, актёр Юрий Ицков).
- Фильм «Пациент № 1» (2023 год, актёр Александр Филиппенко).

Документальные фильмы о К. Черненко
- Исторические хроники с Николаем Сванидзе, 87-я серия. «1985 год — Константин Черненко».
- «Вторая русская революция» — Би-Би-Си (1991 год).

### В филателии
- В 1984 году почта КНДР выпустила два малых листа и почтовый блок, посвящённые визиту-турне Ким Ир Сена по странам социалистического содружества, на марках которых Ким Ир Сен был запечатлён с руководителями этих стран, в том числе и с К. У. Черненко  (Mi #2617).

## Комментарии
1. ↑  Деревня Большая Тесь, где К. У. Черненко и его отец появились на свет, была позже затоплена при создании Красноярского водохранилища в 1972 году, а её жителей переселили в Новосёлово.

## Видео
- Запись программы «Время» 12 марта 1985 (в день похорон Черненко)